# Nikolaus II. (Abt von Zinna)
Nikolaus II. oder Nicolaus II., Geburtsdatum unbekannt, gestorben ca. 1499, war Abt der Zisterzienser im Kloster Zinna in der Nähe von Jüterbog zu Ende des 15. Jahrhunderts und ein Freund und Förderer der Buchdruckerkunst.
Über Nikolaus gibt es nur sehr dürftige Aufzeichnungen. Nicht einmal der Familienname des Mannes ist bekannt. Er wurde 1487 zum Abt gewählt und vom Generalkapitel bestätigt. Man weiß, dass er sich viel am Hofe des Kurfürsten Joachim von Brandenburg aufgehalten hat.
Er schaffte eine Buchdruckerpresse für das Kloster an, auf der der Marienpsalter von Zinna gedruckt wurde. Der Wiegendruck ist mit 163 Holzschnitten geschmückt, welche sich auf die Geschichte der Maria beziehen. Es wurde „in honorem Maximiliani“, also zu Ehren Kaiser Maximilians I. gedruckt, das erklärt die reiche Holzschnittverzierung. Zweifelhaft ist, ob die betreffenden Stöcke ebenfalls in Zinna angefertigt worden sind. Der Druck entstand gegen Ende des 15. Jahrhunderts, ungefähr 1495. Der Drucker an der Presse war Hermannus Nitzschewitz.